# Orchestre de la Francophonie
L'Orchestre de la Francophonie est un orchestre symphonique créé à Montréal en 2001 par le chef d'orchestre québécois Jean-Philippe Tremblay.

## Présentation
L’Orchestre de la Francophonie (OF) a vu le jour en 2001 lors des IVe Jeux de la Francophonie d’Ottawa-Hull.
L’Orchestre de la Francophonie a assuré le succès de plus de 200 concerts, tant au Canada qu’aux États-Unis, en Europe et même jusqu'en Chine. Dans le cadre de ces concerts, l'orchestre a commandé et créé plus de 40 œuvres de jeunes compositeurs québécois et canadiens.
Entre 60 et 75 musiciens du Québec, du Canada et d’autres pays de la Francophonie ont l’opportunité de se mesurer à la musique symphonique,notamment à travers les œuvres de Tchaïkowski, de Richard Wagner, de Claude Debussy et de Maurice Ravel tout en créant des œuvres commandées à de jeunes compositeurs originaires des pays francophones.